# Wilhelm Gentz

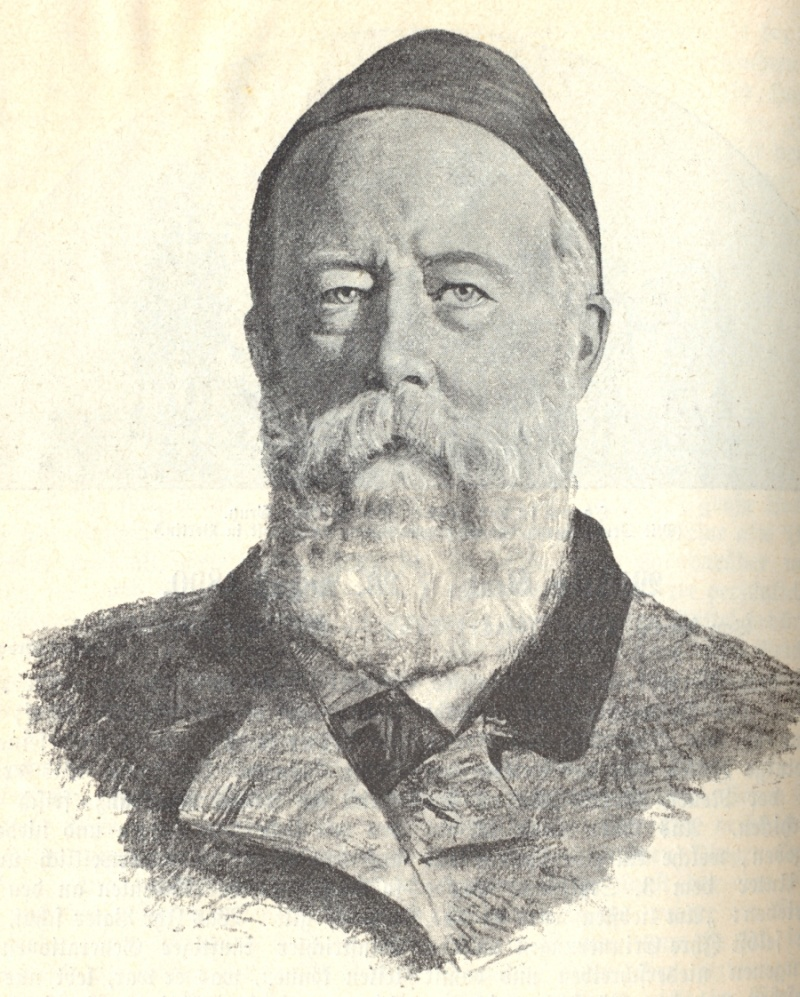
Wilhelm Gentz, gezeichnet von seinem Sohn Ismael Gentz

Karl Wilhelm Gentz (* 9. Dezember 1822 in Neuruppin; † 23. August 1890 in Berlin) war ein deutscher Maler.

## Leben
Karl Wilhelm Gentz war das zweite Kind des Kaufmanns Johann Christian Gentz. Zunächst eingeschrieben an der Berliner Friedrich-Wilhelms-Universität, entschloss er sich im 21. Lebensjahr zum Studium der Malerei. Er besuchte das renommierte Atelier Kloeber und studierte im Jahr 1845 neun Monate an der Antwerpener Kunstakademie. Über London begab er sich noch im selben Jahr in die Kunstmetropole Paris. Dort trat er in das vom Historienmaler Paul Delaroches aufgelassene Schüleratelier ein, das damals unter der Leitung des Orientreisenden Charles Gleyre stand. Im Jahr 1847 reiste Gentz nach Spanien und nach Marokko. Im Februar 1848 kehrte er für ein Jahr wegen des Ausbruchs der Revolution in Paris nach Neuruppin zurück.
Hier entstand das Gemälde Der verlorene Sohn in der Wüste, eine lebensgroße Figur. Dieses meldete Gentz zur Großen Kunstausstellung der Königlichen Akademie der Künste in Berlin. Da er in Paris lebte und zudem ab 10. März auf eine mehrmonatige Reise nach Ägypten und Nubien ging, übersandte er das große Gemälde Anfang März 1850 seinem Vater nach Neuruppin mit dem Auftrag, es firnissen zu lassen und anschließend nach Berlin zu expedieren. Es kam jedoch erst Ende Mai in Neuruppin an. Das heute als verloren geltende Bild wurde unter dem vollständigen Titel Der verlorene Sohn gedenkt des Vaterhauses im Elend in Abwesenheit von Wilhelm Gentz in die laufende Akademieausstellung unter Nummer 1301 aufgenommen. Es erfuhr, wie sich Theodor Fontane später in seinen Wanderungen durch die Mark Brandenburg, Teil 1, Grafschaft Ruppin erinnerte, „sowohl seitens des Publikums wie der Kritik eine sehr günstige Aufnahme“. Bis zu seinem Tod 1890 beschickte Gentz nunmehr fast in jeder Akademieausstellung mehrere Gemälde aus.
Gentz hatte sich unterdessen über Marseille und Malta nach Ägypten und dem Nubien begeben. Sein Rückweg führte ihn über Kleinasien, den griechischen Archipel, Konstantinopel und Wien;1852 veröffentlichte er darüber „Briefe einer Reise nach Ägypten und Nubien“, die ein aufmerksames, interessiertes Publikum erreichten und seinen Ruf als Kenner des Orients begründeten.
Wegen des Todes seiner Mutter 1852 lebte Gentz von September 1852 bis März 1853 in Neuruppin. Dort entstanden seine Bilder orientalischen Lebens: Sklavenmarkt und Ägyptische Schule. Darstellungen dieses Themas erfreuten sich noch nicht der Gunst des Publikums. Wieder zurück nach Paris, schloss er sich diesmal dem Atelier des als Koloristen geschätzten Malers Thomas Couture an. In dieser Zeit malte er ein übergroßes Gemälde, das unter mehreren Titeln firmierte: Christus im Hause des Pharisäers Simon, Magdalena wäscht Christus die Füße; es ist heute in der Klosterkirche St. Trinitatis in Neuruppin zu sehen. Darstellungen biblischer Themen nahm er später nicht mehr auf.

1858 beendete Gentz seine Studien in Paris und etablierte sich in Berlin. Zunächst im Atelier anderer Kunstkollegen arbeitend, ab 1870 im eigenen Atelier im Tiergartenviertel, schuf er eine lange Reihe orientalischer, zumeist ägyptischer Darstellungen, welche durch eine charakteristische Auffassung und ein glänzendes Kolorit auf den Großen Ausstellungen der Berliner Kunstakademie Beifall fanden. Das Gesamtoeuvre des Malers ist äußerst umfangreich. Bald ist die Landschaft, bald sind die Figuren überwiegend, in allen aber ist der Charakter von Land und Volk scharf ausgeprägt. Irina Rockel veröffentlichte 1996 das erste Werkverzeichnis eines über 1000 Nummern zählenden Œvres, Regelind Heimann stellte ein umfangreiches Verzeichnis der Ölgemälde, -skizzen und -studien zusammen. Einige der bedeutendsten Werke sind: 
- Sklaventransport durch die Wüste
- Lager der Mekkakarawane
- Gebet der Mekkakarawane

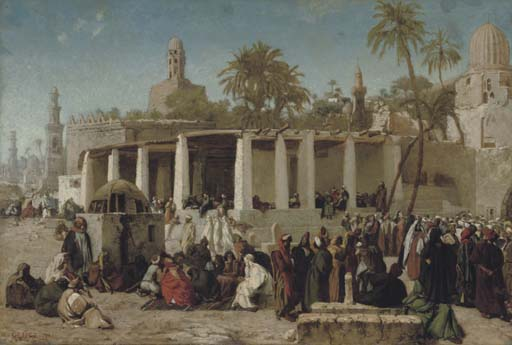
Versammlung vor dem Grab des Kalifen, Kairo

- Begegnung zweier Karawanen in der Wüste
- Nillandschaft mit Flamingos (1870)
- Märchenerzähler bei Kairo
- Totenfest bei Kairo
- Dorfschule in Oberägypten
- Schlangenbeschwörer (1872)
- Der Einzug des Kronprinzen von Preußen in Jerusalem, 4. November 1869 (1876, Berliner Nationalgalerie)

Theodor Fontane, als Sohn der Nachbarfamilie in Neuruppin, hinterließ der Nachwelt die erste Biographie des Malers Wilhelm Gentz. Der Autor der „Wanderungen durch die Mark Brandenburg. Teil 1. Die Grafschaft Ruppin“ verfasste mit Hilfe seines Protagonisten ein umfangreiches Lebensbild des Malers. Doch anfänglich war auch der als Kunstkritiker tätige Fontane von der Orient-Thematik nicht sehr angetan; in seiner Besprechung der Großen Ausstellung der Königlichen Akademie der Künste von 1862 attestierte er den dort präsentierten „beiden Gentzschen Bildern“ mit ägyptischen Motiven Seelenlosigkeit. Es seien „Bilder zur Belehrung; aber sie dienen weder dem Geist noch der Schönheit“. Die positive Reaktion der Ausstellungsbesucher beeindruckte ihn dabei nicht. Das Publikum sei „von einem blinden Respekt vor Wüste, Mekka-Karawane, Weitgereistsein“ geleitet und würden „eine mehr oder minder brillante Farbenleinwand zu einem Kunstwerk höherer Gattung erheben“.
1864 fiel das Kritikerurteil deutlich besser aus, denn die offizielle Kunstkritik feierte den Maler orientalischen Sujets. Fontane bezeichnete Gentz nun als einen „ausgezeichneten Koloristen“, dessen neue Arbeiten sich im Sinne der Kunstgesetze „als mustergültig erweisen“. Und 1866 waren Fontanes „prinzipielle Bedenken“ schließlich ganz verflogen. Auf dem Gemälde „Markt in Kairo“ würden im Hintergrund die „Farbpünktchen“ – anders als bei früheren Bildern – eine „treffliche Illusion“ für das „Gewühl des Marktes“ schaffen und im Vordergrund erkenne man nicht nur klar „das Massenhafte, das verschwimmend Unbestimmte eines solchen orientalischen Marktes, sondern auch alle Details“. Das Bild zähle, hielt Fontane schon nach seinem Ausstellungsbesuch in seinem Notizbuch fest, „zu seinen besten Sachen“. Jedoch ist diese Auffassung der allgemeinen Aufnahme des Publikums zuzuordnen: Zum ersten Mal erzählte ein Künstler aus eigenem Erleben heraus von einer Welt, die in Europa entweder märchenhaft oder schaurig angesehen wurde. Der Maler reiste 1864/65, 1868/1869, 1873, 1877 und 1889/1890 in den „Orient“, zumeist nach Ägypten, aber auch nach Palästina, Französisch-Algier und Französisch-Tunis. Er unterhielt vielfältige Beziehungen zu Wissenschaftlern, Forschern und Künstlern seiner Zeit sowie zum preußischen Königshaus und war Mitglied im Verein Berliner Künstler.
Gentz galt als Kolorist ersten Ranges, der namentlich die Wirkungen des Sonnenlichts mit großer Meisterschaft darzustellen wusste. Durch die ausgedehnten Reisen nach Ägypten und Palästina konnte er später sein Studienfeld erweitern. 1864 und 1873 ging er im Auftrag des preußischen Königshauses nach Ägypten und in das Heilige Land; zum einen, um im koptischen Patriarchat altkoptische Manuskripte zur wissenschaftlichen Auswertung in Berlin zu erbitten; zum anderen, um den Kronprinzen Friedrich anlässlich dessen Reise zur Eröffnung des Suez-Kanals im November 1869 darzustellen. Dieser hatte sich einen Aufenthalt im Heiligen Land auserbeten. Die Darstellung des Kronprinzen in Jerusalem im November 1869 wünschte dieser sich in einem Aufzug vor dem wichtigsten Stadttor Jerusalems, dem Damaskustor: Durch dieses war einst Gottfried von Bouillon als Eroberer der Heiligen Stadt eingezogen. Der Kronprinz teilte die Orientbegeisterung mit dem Maler und wählte ihn für das Gemälde dafür aus. Das Gemälde „Einzug Seiner Majestät des Kronprinzen von Deutschland in Jerusalem“ wurde im Herbst 1873 in Jerusalem mit Hilfe des Paschas und der Obrigkeiten vorbereitet, es entstanden zahlreiche Skizzen und Studien, die der Maler auch nach 1876 noch verwertete. Bis zum Frühjahr 1876 arbeitete Gentz an dem großen Gemälde, das auch einen aufwändigen, schönen Schmuckrahmen erhielt. Zur Eröffnung der neuen Galerie für zeitgenössische Kunst in Berlin 1876, der Nationalgalerie, wurde das "Einzug des Kronprinzen in Jerusalem (1869)" ausgestellt und erhielt die große Goldmedaille, auf der akademischen Kunstausstellung in München im selben Jahr die kleine Goldmedaille. Das detailreiche Gemälde stellt eine künstlerische Meisterleistung dar; heute ist es in der Dauerausstellung der Nationalgalerie Berlin auf der Museumsinsel zu sehen. 1873 und 1878 war Gentz auf den Weltausstellungen in Wien (1873) und in Paris (1878) als künstlerischer Kommissar für die Ausstellungspräsentationen Preußens tätig.  
Diese Aufträge gaben dem Künstler die Aufwertung eines wissenschaftlichen Malers, der auch ein gern gesehener Referent in zahlreichen Gesellschaften (Photographische und Geographische) in Preußen war. 
1877 wurde Wilhelm Gentz neben anderen Künstlern und gemeinsam mit seinem damals 16-jährigen Sohn Ismael als Illustrator an dem zweibändigen Prachtwerk „Ägypten in Wort und Bild“ von Georg Ebers (1878/1879) tätig. 1874 wurde er in die Königliche Akademie der Künste, Sektion Bildende Kunst, aufgenommen und 1876 zu ihrem Senator gewählt; diesem gehörte er bis zu einem Tode 1890 an. Kaiser Wilhelm I. von Deutschland ernannte den Maler 1881 zum Professor; unterrichtet hat er allerdings nur seinen Sohn.
Wilhelm Gentz starb nach einer auf seiner letzten Reise nach Tunis 1889/1890 wieder ausgebrochenen Dysenterie im Alter von 67 Jahren in Berlin und wurde auf dem Alten St.-Matthäus-Kirchhof in Schöneberg beigesetzt. Das Grab wurde 1965 abgerissen.
Er heiratete am 20. Juni 1861 Ida von Damitz, geschiedene Livonius (* 4. Oktober 1820 – 1910) und hatte zwei Kinder. Sein Sohn Wolfgang Christian, genannt Ismael, wurde ebenfalls Maler mit dem Spezialgebiet Orientalisches Volksleben, galt aber auch als herausragender Porträtist.

## Werke
- Frauenleben in der Kalifenstadt. In: Die Gartenlaube. Heft 41, 1867, S. 651–654 (Volltext [Wikisource]). Mit Illustration als Holzschnitt nach Originalzeichnung.
- Briefe einer Reise nach Ägypten und Nubien. Berlin 1852., 
  - Neuausgabe: Briefe einer Reise nach Ägypten und Nubien 1850–1851. Hrsg. Irina Rockel. Trafo-Verlag, Berlin 2004, ISBN 3-89626-322-6.